# 谢尔盖·拉平
谢尔盖·格奥尔基耶维奇·拉平，（俄语：Серге́й Гео́ргиевич Ла́пин，1912年7月15日—1990年10月4日），苏联党和国家领导人、外交官。曾任苏联国家广播电视委员会副主席；驻东德大使馆参赞；苏联外交部第三欧洲司司长；苏联外交部副部长；俄罗斯苏维埃联邦社会主义共和国外交部长；驻华特命全权大使；塔斯社社长；苏联国家广播电视委员会主席等职务。

## 生平
- 1912年7月15日出生于圣彼得堡的一个工人家庭。
- 1929年-1931年，列宁格勒红村火车站装卸工。
- 1930年-1932年，列宁格勒历史和语言学院出版编辑系学习。
- 1932年-1940年，列宁格勒市、列宁格勒州报刊记者、编辑、副主编。1939年加入联共（布）。
- 1940年-1942年，联共（布）中央高等党校学习。
- 1942年-1944年，联共（布）中央宣传鼓动部新闻部讲师、部门负责人。
- 1944年-1949年，苏联国家无线电广播委员会政治部主编。
- 1949年-1953年，苏联国家无线电广播委员会副主席。
- 1953年，苏联驻德国高级专员办事处工作。
- 1953年-1955年，驻东德大使馆参赞。
- 1955年-1956年10月，苏联外交部第三欧洲司司长兼苏联外交部党委书记。
- 1956年10月-1960年6月，驻奥地利特命全权大使。1956年10月29日递交国书。
- 1960年6月-9月，苏联对外文化关系委员会第一副主席。
- 1960年9月-1962年1月，俄罗斯苏维埃联邦社会主义共和国外交部长。
- 1962年-1965年4月，苏联外交部副部长。
- 1965年4月-1967年4月，驻华特命全权大使。1965年4月30日递交国书。
- 1967年4月-1970年4月，塔斯社社长。
- 1970年4月-1985年12月，苏联国家广播电视委员会主席。他掌管广播电视委员会期间，与苏联主旋律不符的电视节目被封杀，许多犹太艺术家也被禁止出现在电视节目中。拉平不允许留胡子的人出现在电视屏幕上，男性主持人没有领带和夹克的情况下禁止上镜，女性主持人则不允许穿裤子。政府官员的形象则禁止出现在娱乐节目中。
- 1985年12月16日起退休，在莫斯科生活。
- 1990年10月4日于莫斯科逝世，享年78岁。葬于孔策沃公墓。

拉平是苏共22-26大代表；第22-26届中央委员；第8-11届苏联最高苏维埃联盟院代表。

## 荣誉
- 社会主义劳动英雄称号（1982）
- 四次列宁勋章（1966,1971,1974,1982）
- 劳动红旗勋章（1962）
- 各民族人民友谊勋章（1980）
- 纪念列宁诞辰一百周年奖章
- 1941-1945年伟大卫国战争战胜德国奖章[2]